# Svizzera ai IX Giochi olimpici invernali
La Svizzera partecipò ai IX Giochi olimpici invernali, svoltisi a Innsbruck, Austria, dal 29 gennaio al 9 febbraio 1964, con una delegazione di 72 atleti impegnati in dieci discipline.